# Luliconazole
Le luliconazole, est un médicament antifongique.

## Mode d'action
Le luliconazole fait partie de la famille des imidazoles.

## Usage médical
C'est un médicament utilisé pour traiter le pied d'athlète, l'eczéma et la teigne. Il est appliqué sur la zone touchée.

## Effets secondaires
Les effets secondaires courants comprennent des démangeaisons et des douleurs. D'autres effets secondaires peuvent inclure une dermatite de contact. La sécurité pendant la grossesse et l'allaitement n'est pas claire.

## Histoire
Le luliconazole a été approuvé pour un usage médical aux États-Unis en 2013. Aux États-Unis, il coûte environ 490 dollar américain pour un tube de crème de 60 grammes à partir de 2021.